# Будівництво 108 і ВТТ
Будівництво 108 і ВТТ — підрозділ системи виправно-трудових установ СРСР, оперативне керування якого здійснювало Головне Управління таборів залізничного будівництва (ГУЛЖДС).
Час існування: організований 18.05.44; закритий 24.10.50.
Дислокація: Азербайджанська РСР, м. Кіровабад на 08.06.45;

м. Ханлар на 31.10.46 і до закриття.

## Виконувані роботи
- буд-во залізниці Кіровабад — Дашкесан (48 км), шосе Кущі-Дашкесан (15 км),
- буд-во залізничної лінії Алабашли — Кущинський міст (38,7 км),
- буд-во підвісної канатної дороги і бункерів від ст. Кущинський міст до збагачувальної фабрики (4,12 км),
- буд-во автодороги 5-го класу Кущинський міст — Верхній Дашкесан, введення в дію енергопотягу на Дашкесанському залізному руднику,
- обслуговування рибальських промислів в Каспійському морі,
- лісозаготівлі (Чебоксарське ТВ), заготівля дров (Самухська лісова дача),
- видобуток каменю, щебеню, піску,
- обслуговування авторем. бази (ст. Кизилджа), Центр. рем.-мех. майстерень (ст. Кущинський міст), столярної майстерні.